# Бона Сфорца
Бо́на Марія Сфо́рца д'́Арагона (італ. Bona Sforza; 2 лютого 1494, Віджевано — 19 листопада 1557, Барі) — дружина короля Сигізмунда I Старого, короля польського, великого князя литовського, руського і жемайтського.
За походженням герцогиня Міланська, неаполітанська принцеса, дочка міланського герцога Джан Галеаццо Сфорца та Ізабели Арагонської (донька неаполітанського короля Альфонса ІІ та Гіполіти Сфорци). 

## Біографія
Бона була третьою дитиною своїх батьків. Коли їй було 8 місяців батько помер, мати переїхала із замку Вісконтео в Павії до Мілану. Дядько Людовік захопив владу у Мілані. Джан Галеаццо був законним спадкоємцем Міланського герцогства, але його дядько і регент Людовіко Сфорца, відомий в історії як «Іл Моро», узурпував владу. Він боявся, що мешканці Мілана повстануть і встановлять Франческо Сфорцу, популярного сина Джана Галеаццо. Щоб звести до мінімуму ризик, Людовіко відділив хлопчика від своєї сім'ї . Плани були перервані італійською війною 1499—1504 років. Французький король Людовик XII скинув Людовіко Сфорца. У лютому 1500 р. Ізабелла повернулася до рідного Неаполя. Війна досягла Неаполітанського королівства, і дядько Ізабелли Фредерик з Неаполя був повалений. Разом з іншими родичами вона тимчасово сховалася в Арагонському замку на о. Іскія.
У квітні 1502 року Ізабелла та її єдина вціліла дочка Бона оселилися в замку Норманно-Свево в Барі. Там Бона почала своє навчання. Серед її викладачів були  італійські гуманісти Хрісостомо Колонна  і Антоніо де Ферраріс, які викладали їй латинську, класичну літературу, математику, історію, право, природничі науки, богослов'я, географію. Бона також уміла грати на кількох музичних інструментах.
Ізабелла відправила старого вчителя Бони Крисостомо Колону та дипломата Сигізмунда фон Герберштейна до Вільнюса, щоб переконати Сигізмунда обрати Бону. Їм це вдалося і шлюбний договір був підписаний у вересні 1517 року у Відні. Ян Конарський, архієпископ Краківський, відвідав Барі, щоб привезти Бону до Речі Посполитої. Заручини відбулися 6 грудня 1517 року в Неаполі. Бона носила сукню світло-синього венеційського атласу, який, як повідомлялося, коштував 7000 дукатів. Поїздка тривала понад три місяці. Бона та Сигізмунд вперше зустрілися 15 квітня 1518 року недалеко від Кракова. Весілля і коронація відбулися 18 квітня, але святкування тривали протягом тижня. Посаг Бони був дуже великим — 100 тисяч дукатів і особистих речей на суму 50 тисяч дукатів на додаток до Барі та Россано, які вона успадкувала після смерті матері. В обмін на посаг Сигізмунд надав їй міста Новий Корчин, Віслиця, Жарнув, Радомсько, Єдльня, Козеніце, Хенцини, Іновроцлав та інші.
Після смерті першої дружини польського короля, Великого князя Литовського і Руського Сигізмунда І Барбари Запольської, Карл V посватав Бону за Сиґізмунда. Від шлюбу, взятого у 1518 році, народились двоє синів і чотири дочки. Тітка Бони Б'янка Марія Сфорца була дружиною імператора Максиміліана I.
Бона славилась вмінням вирішувати справи за хабарі, також своєю красою і вирізнялась сильною енергією. Ще при житті пристарілого чоловіка фактично керувала державою.
Якийсь час (близько 1527—1528 років) підтримувала сепаратистські настрої в Мазовії через намагання надати це князівство сину Сиґізмунду Авґусту.

### Володіння
На території Королівства Польського і Великого князівства Литовського і Руського, до підписання Люблінської унії і утворення Речі Посполитої, володіла замками:
- Кременець (зараз районний центр в Тернопільській області, Україна); тут заклала шпиталь, надала фундуші для римокатолицької парафії.[9] 4 квітня 1536 року Сигізмунд I Старий, король польський і великий князь литовський, передав кременецький замок з селами дружині Боні. Королева Бона володіла Кременецькою волостю з 1536 по 1556 роки.[10] За 20 років «Сфорцової доби», місто Кременець і всі його околиці помітно розквітли.[11]
- Бар (нині районний центр у Вінницькій області, Україна).
- Рогачов (Замок королеви Бони, нині місто Гомельської області республіки Білорусь).
- Сянок (нині місто Сяноцького повіту Підкарпатського воєводства Польщі).
- Торгановичі (нині Старосамбірський район, Львівська область, Україна).

### Стосунки у родині

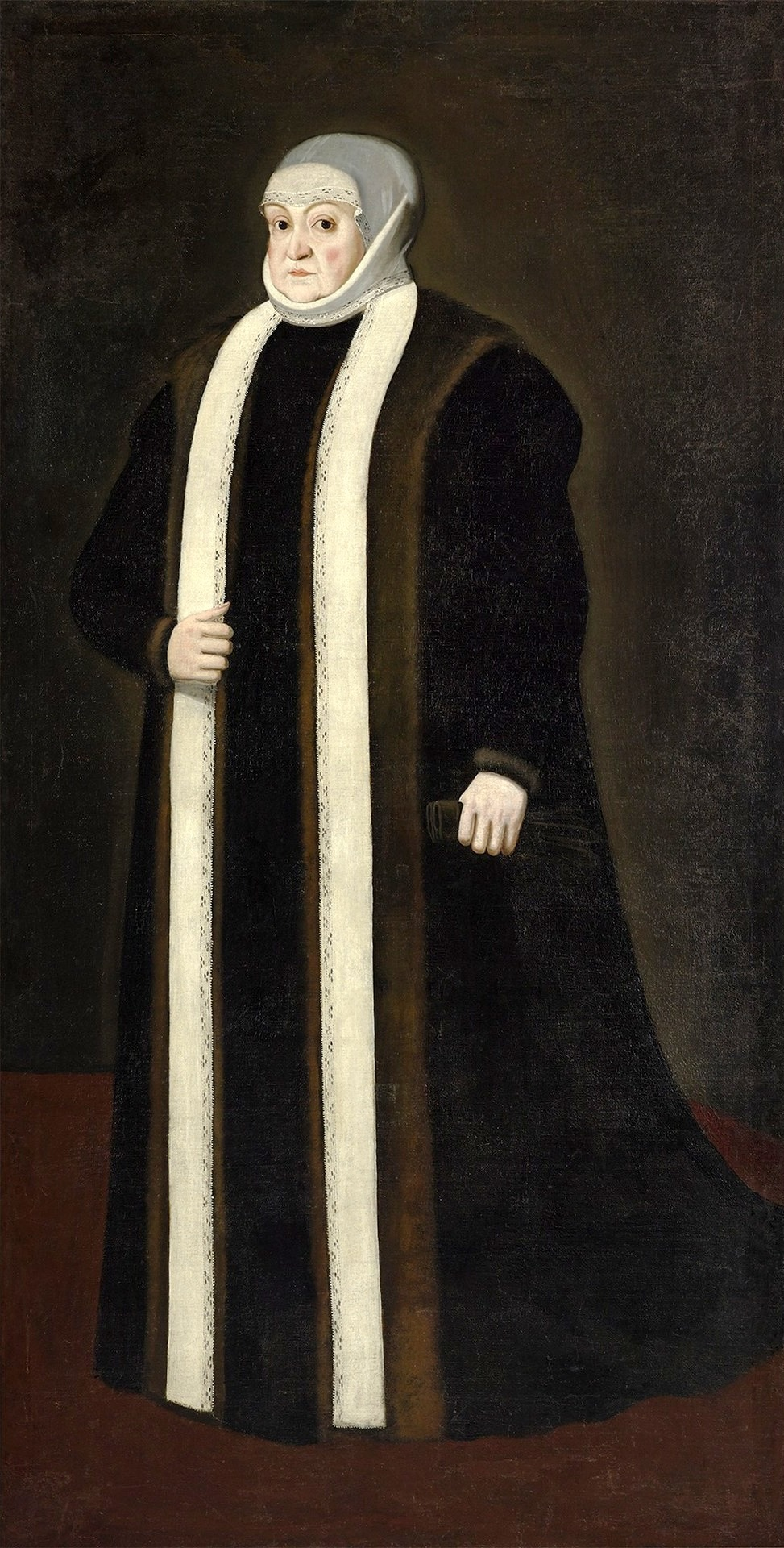
Портрет Бони у вбранні вдови, бл. 1557 р.

За життя Сиґізмунда I досягла обрання королем і коронації 10-річного Сиґізмунда ІІ Августа. Після смерті Сиґізмунда I (1548) Сиґізмунд Август боровся з амбіційною матір'ю. Бона Сфорца виношувала плани об'єднання під своєю владою чи не всієї Європи за рахунок династичних шлюбів своїх дітей. Цим планам заважав шлюб, таємно від матері взятий Сигізмундом ІІ після смерті першої дружини Ельжбети Габсбурґ з Барбарою Радзивіл. Після коронації в 1550 молода королева померла 1551 — Бона Сфорца підозрювалась в отруєнні.
Через погані стосунки із сином Бона прагнула покинути Річ Посполиту, але Сиґізмунд Август забороняв їй повертатися до Італії, остерігаючись, що після її смерті в іншій державі, він втратить значні статки і землі в Польщі, Литві та Україні. Тільки після відмови Бони від володінь король погодився на її від'їзд. 1556 року Бона залишила країну, взявши із собою величезні кошти. Із них вона позичила іспанському королю Філіпу II 420 000 золотих дукатів.
17 листопада 1557 року було складено заповіт. Померла у своєму князівстві в Барі в Італії, за однією із версій, від отруєння, заподіяного власним лікарем за наказом Габсбургів. Була похована в базиліці св. Ніколао (Миколая) в Барі, у 1593 році було встановлено мармуровий гробівець коштом доньки Анни.
Сиґізмунду Августу вдалося повернути значну частину боргу Габсбурґів у Краків, в основному срібними талерами і півталерами. Це були високопробні монети зі срібла, привезеного іспанськими галеонами з Нового Світу. Їх контрмаркували вензелем польського короля з датою «1564». Кілька десятиліть монети перебували в обігу, після чого їх викупили у населення.

## Молитовник Бони Сфорци
Польський художник-декоратор, мініатюрист, живописець епохи Відродження Самострільник Станіслав ілюмінував молитовник королеви Бони Сфорци у 1527 році. Дана робота знаходиться в одній із найстаріших бібліотек Європи, бібліотеці Оксфордського університету в Бодліанській бібліотеці.

## Родина
Чоловік — Сигізмунд I, король Польщі
Діти:
- Сиґізмунд Авґуст (1520—1572)
- Альбрехт (народився і помер 20 вересня 1527 року).
- Ізабела (1519—1559) — дружина Яна Запольського (Янош Заполья) (1487—1540) — короля Угорщини (1527–1540), князя Трансильванії;
- Зоф'я (1522—1575) — дружина Генріха V Молодшого, герцога Брауншвейг-Вольфенбаттеля (1489—1568);
- Анна Ягеллонка (1523—1596) — королева польська, дружина князя Семигороду Стефана Баторія, польського короля (1576–1586);
- Катерина Ягеллонка (1526—1583), з 1562 перша дружина Югана III Вази (1537—1592) — короля Швеції (1568–1592), герцога Фінляндії (з 1556);

## Галерея

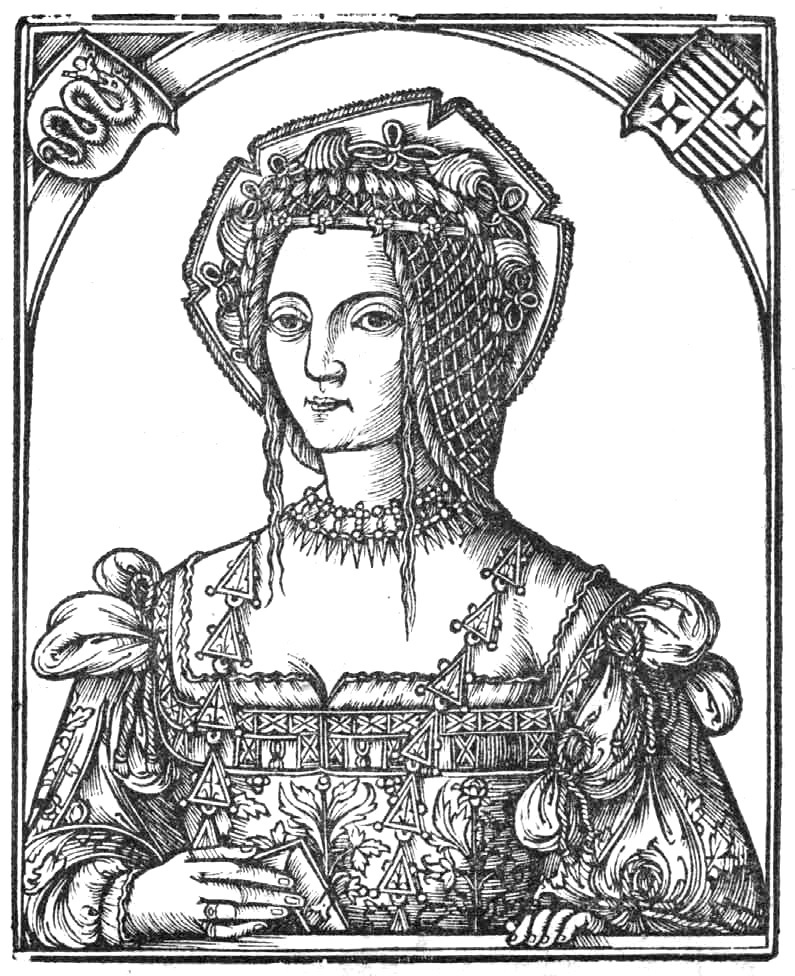
Бона Сфорца, 1517 рік
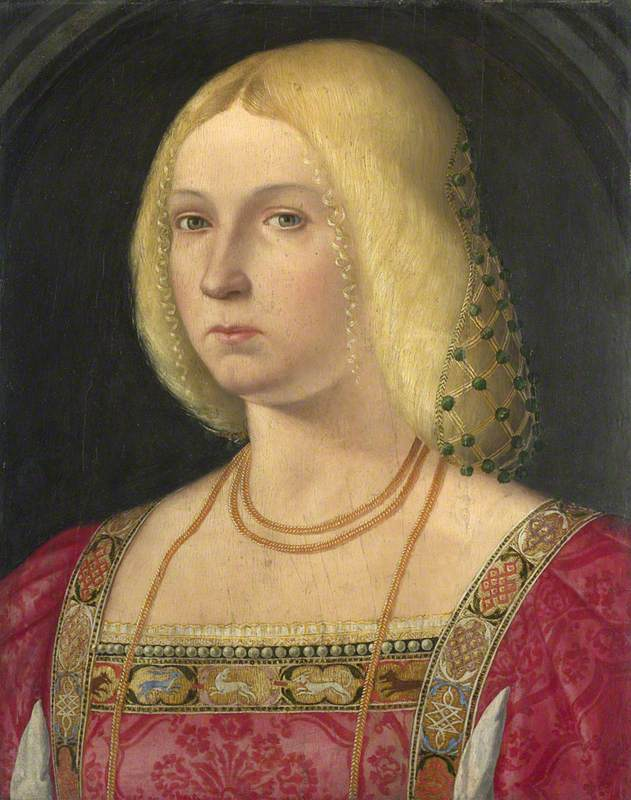
Молода Бона Сфорца, Франческо Біссоло, до 1520 року
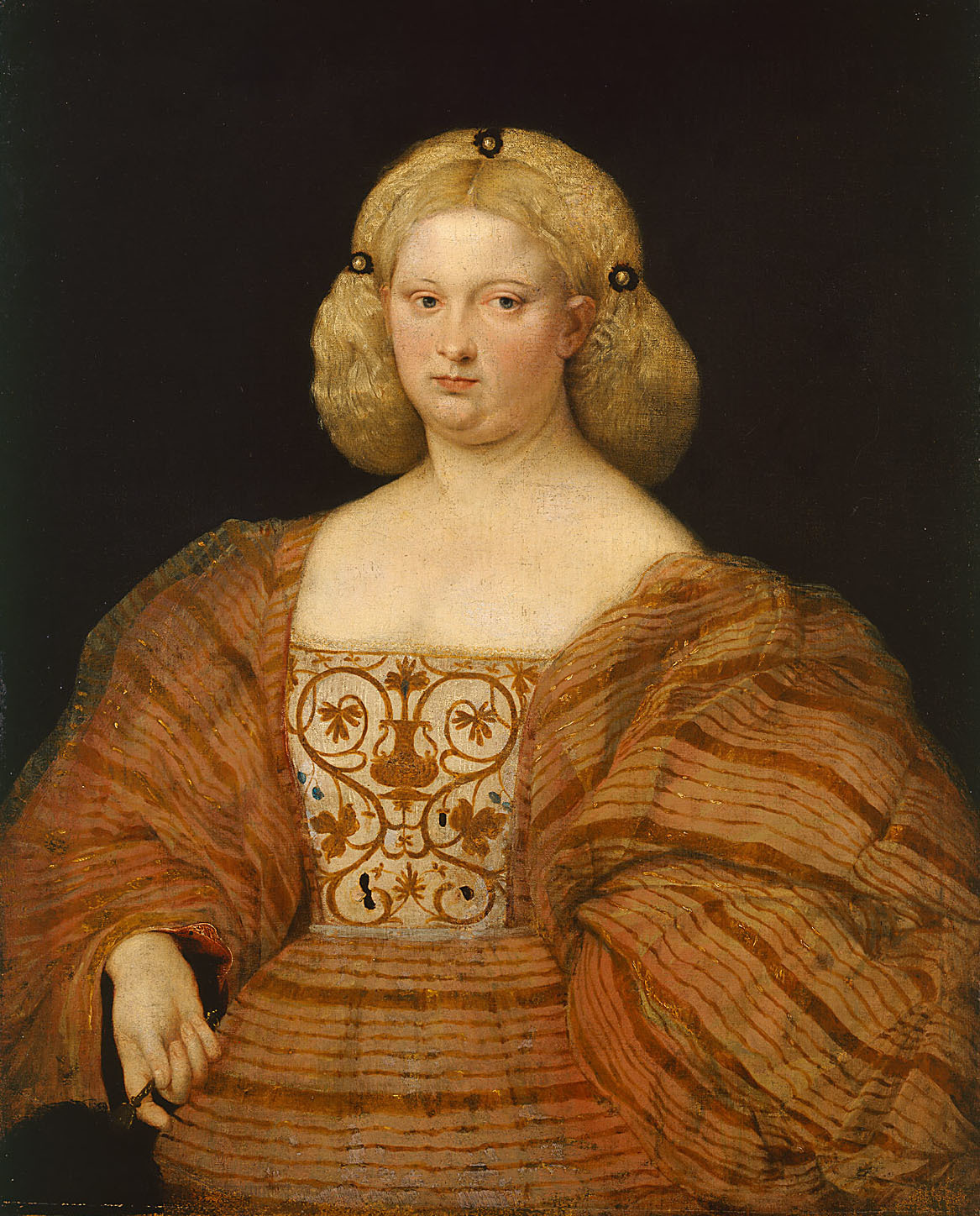
"Портрет Бони Сфорца із віялом", Джованні Каріані, 1530-і роки
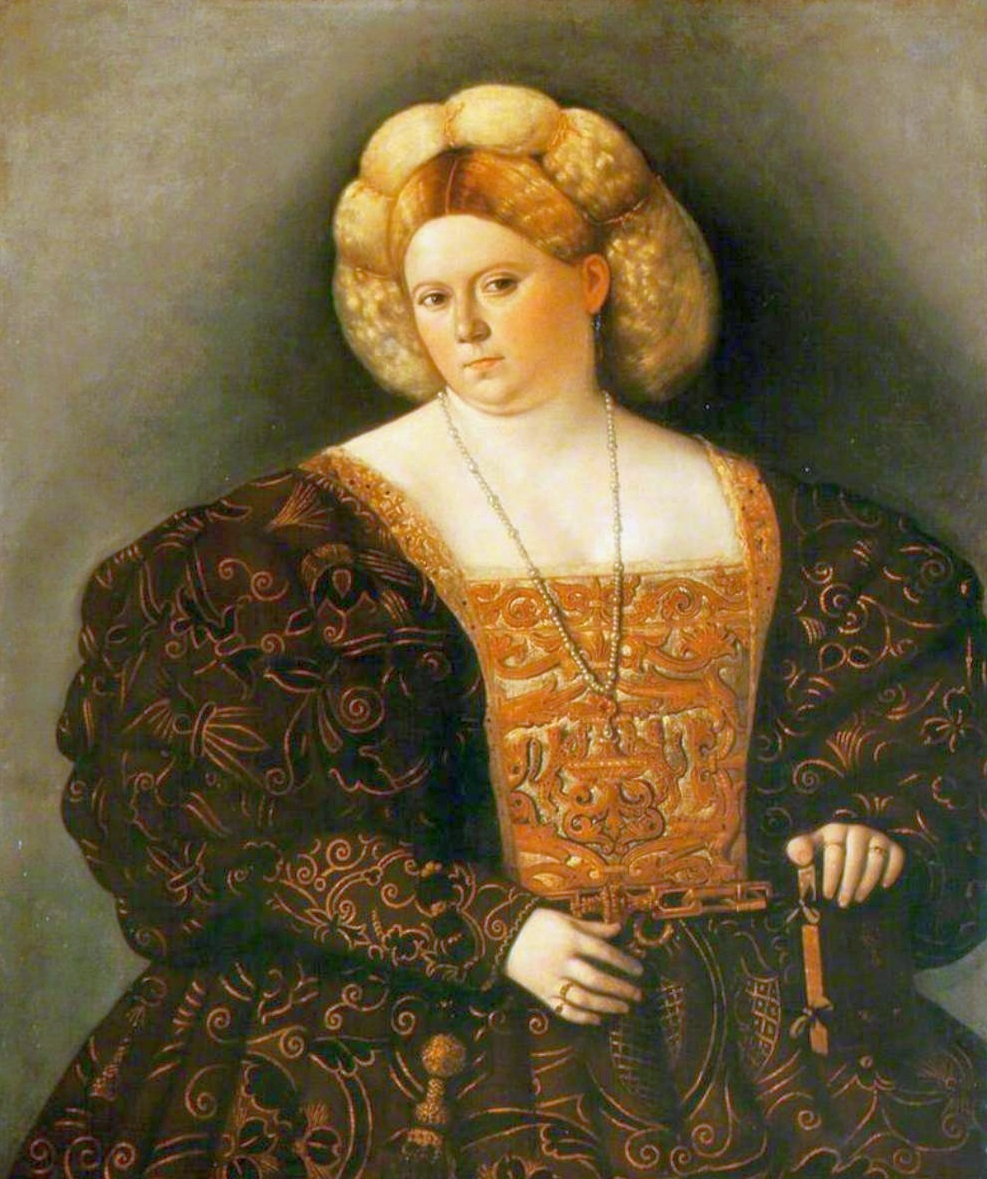
"Бона Сфорца із книжкою", Бернардіно Лічініно, 1530-і роки
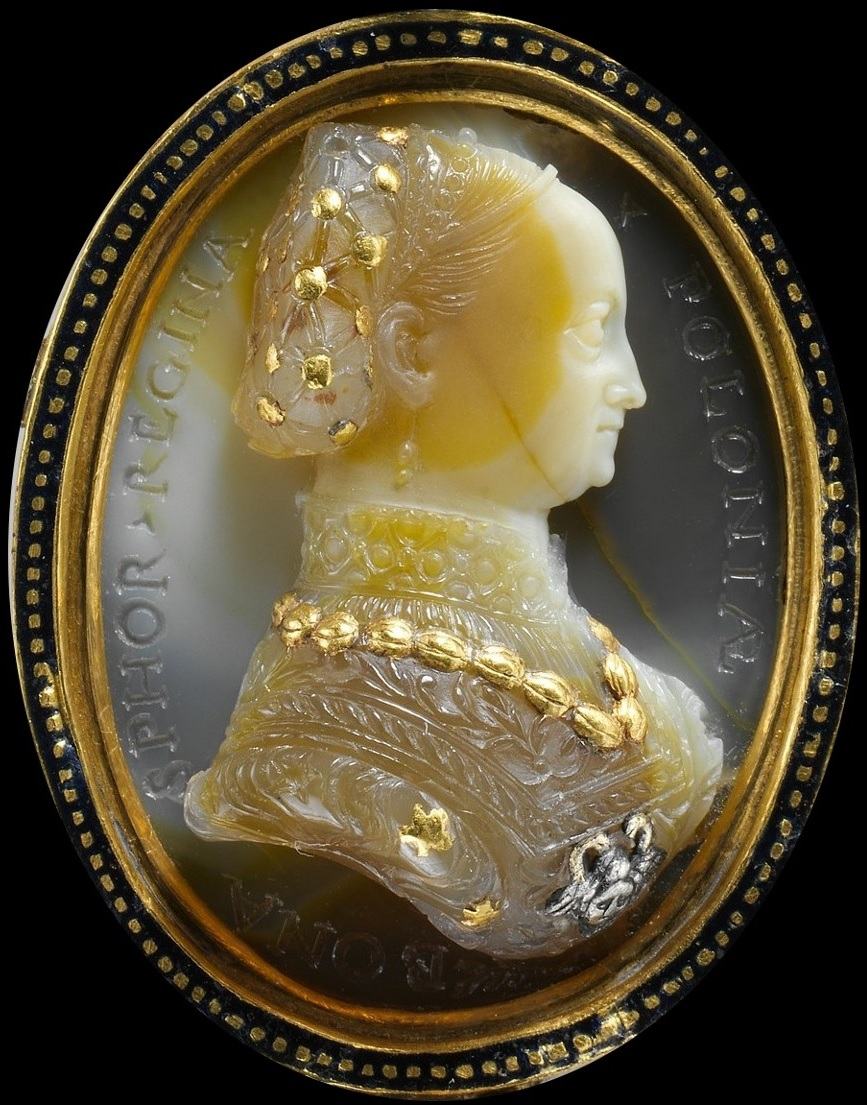
Камея з профілем Бони, Якопо Каральо, 1554 рік
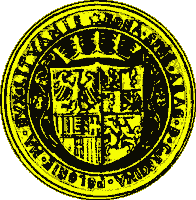
Печать Бони
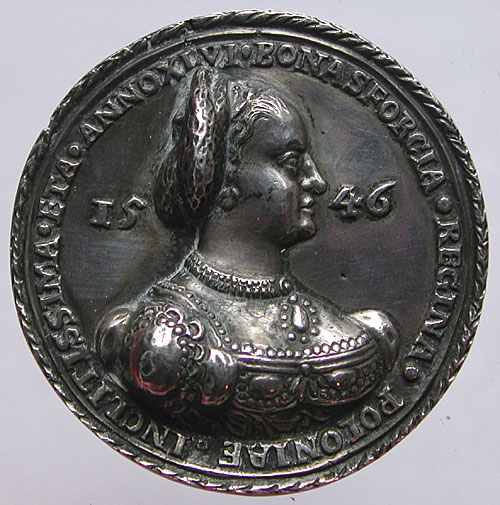
Медаль Бони, 1546 рік
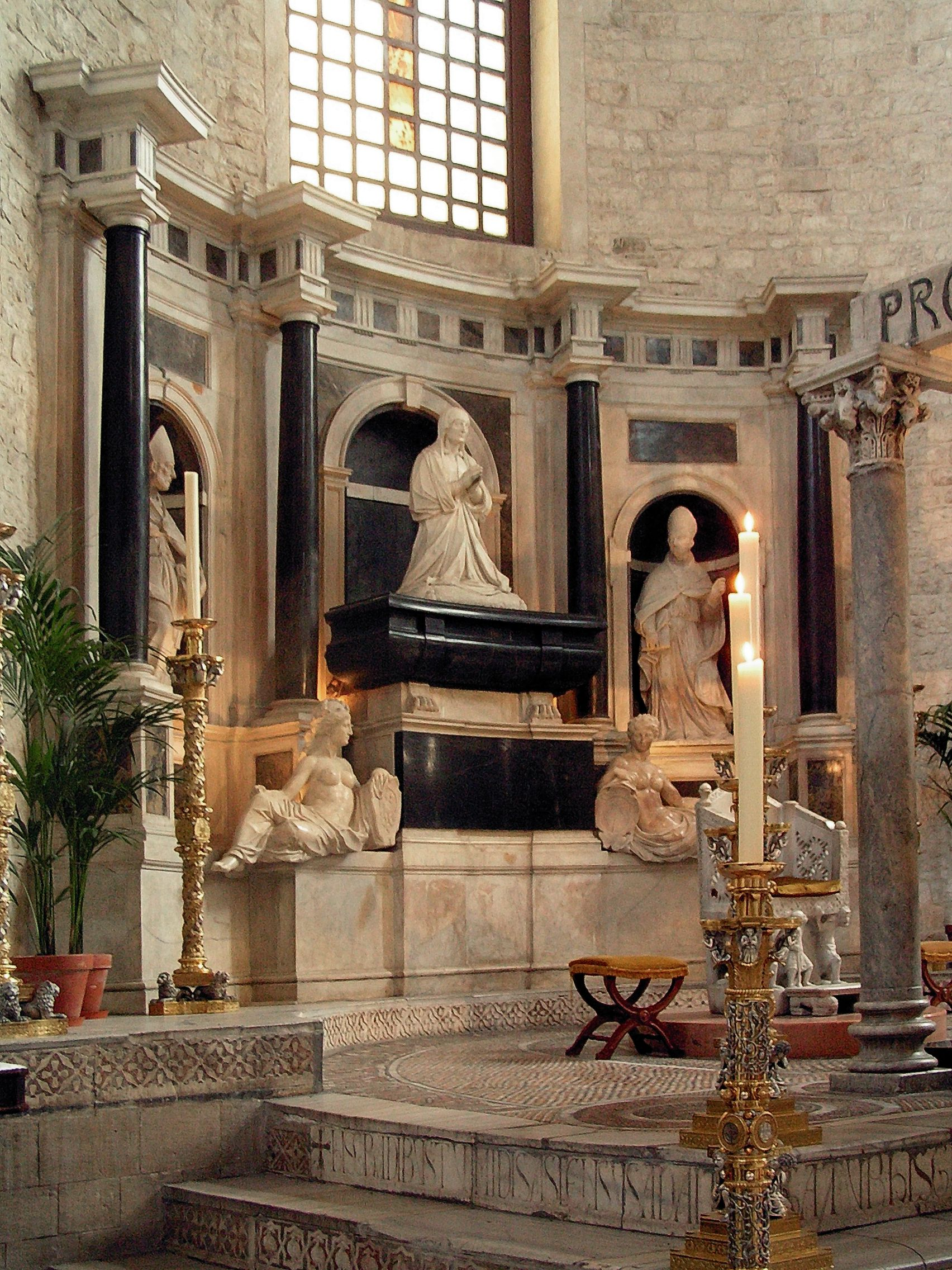
Надгробок Бони, 1593 рік. Базіліка св. Миколая в Барі
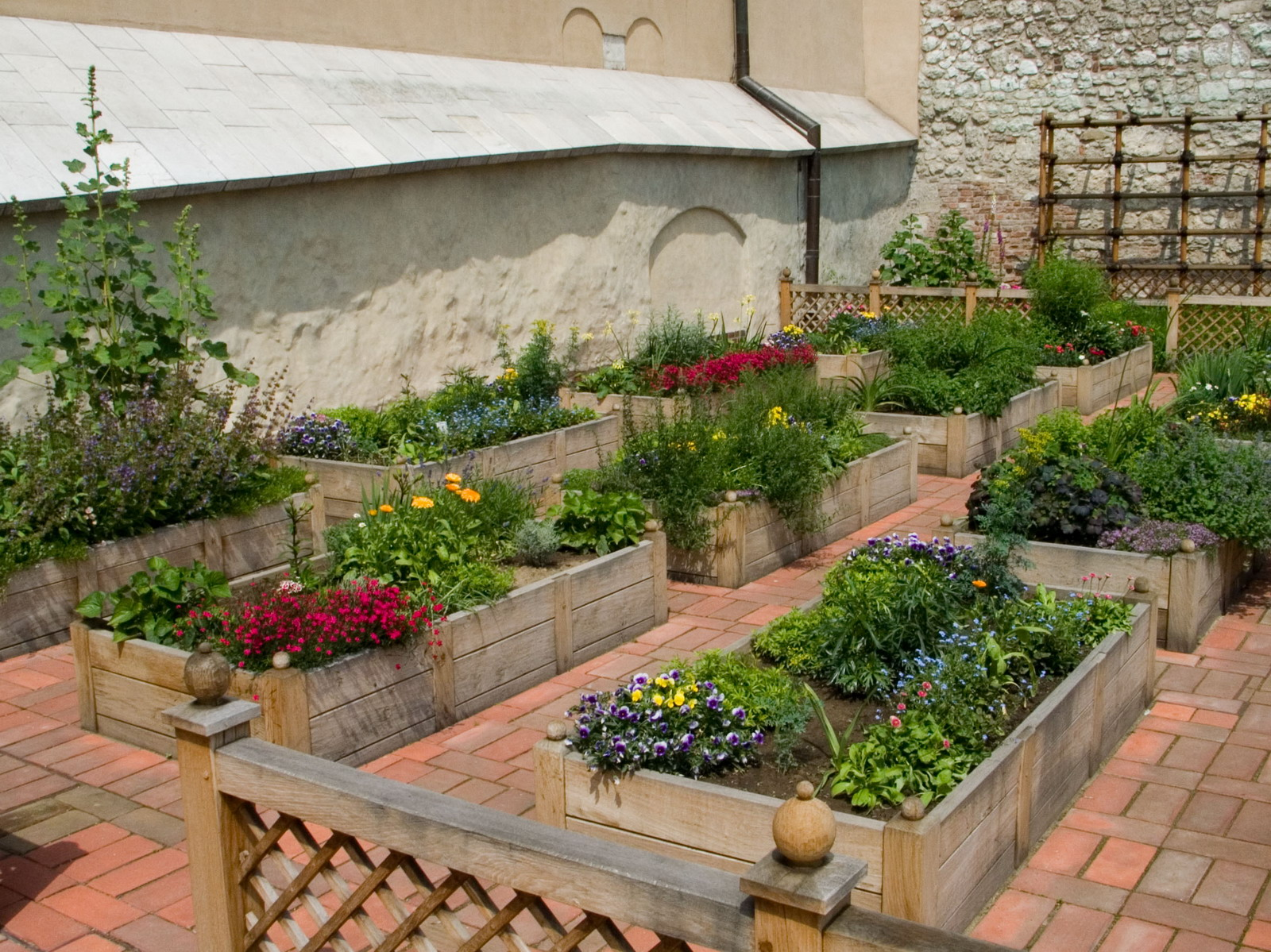
Сади королеви Бони в замку Вавель
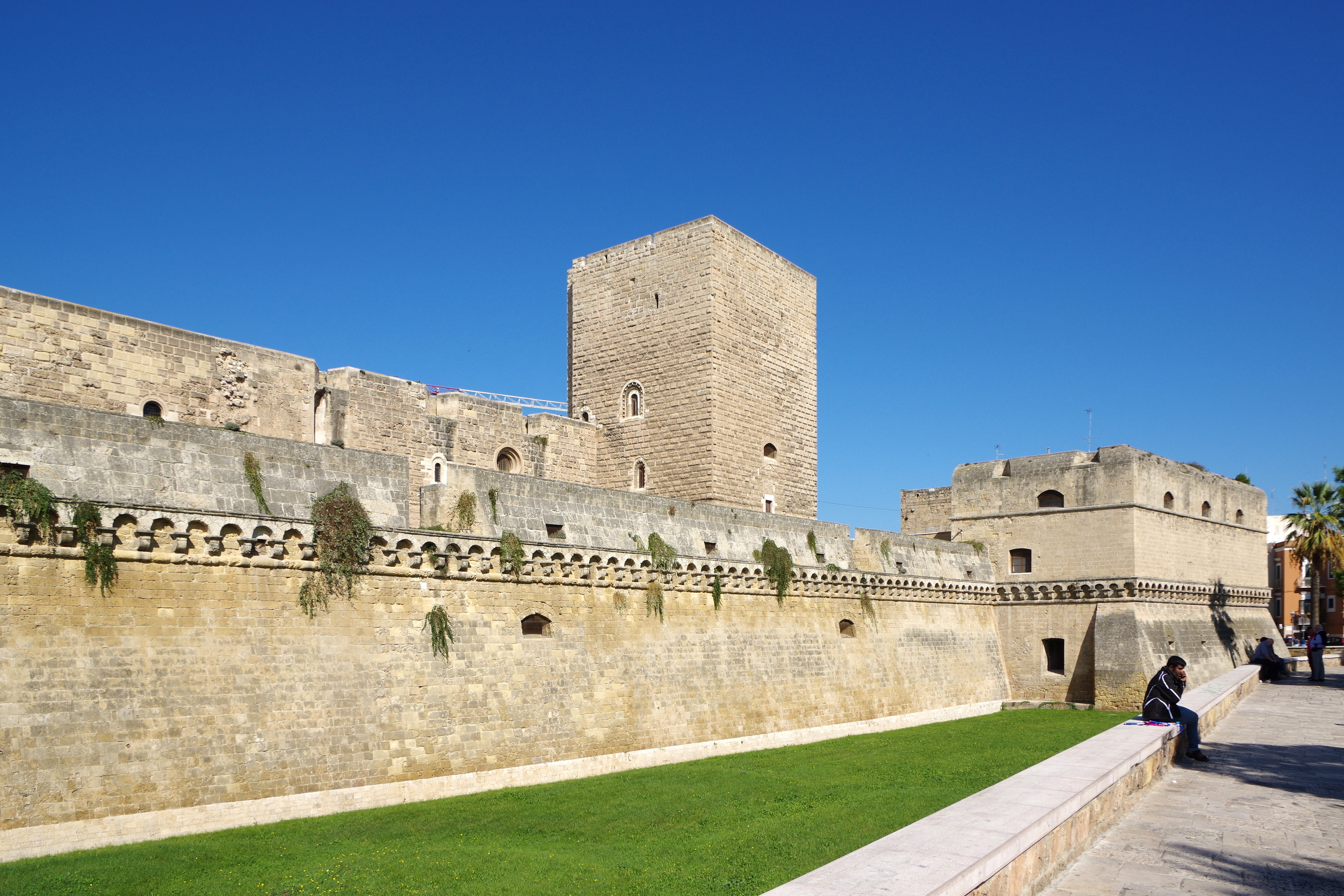
Замок у Барі, в якому Бона померла в 1557
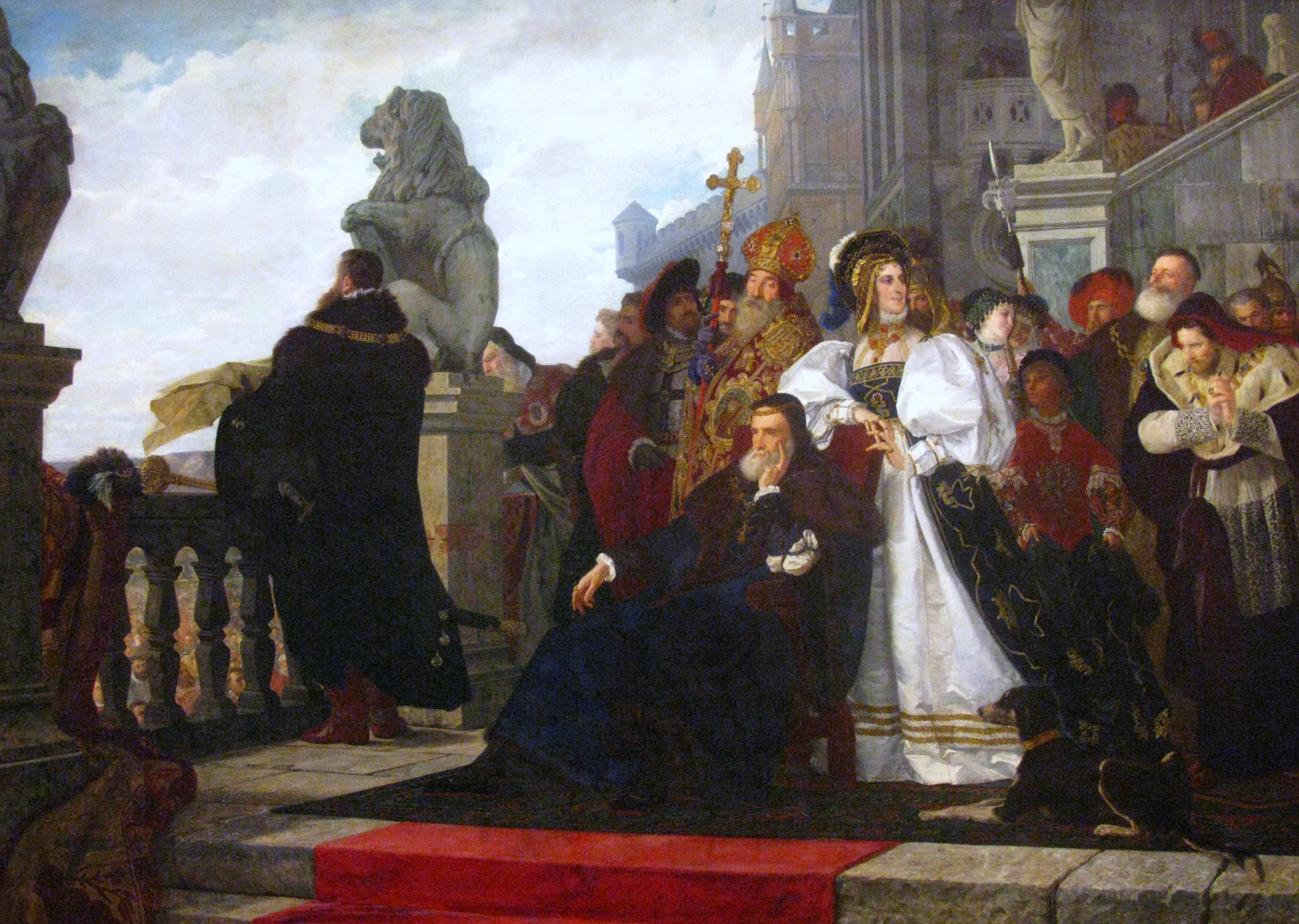
"Війна кокоша", Генрик Родаковський
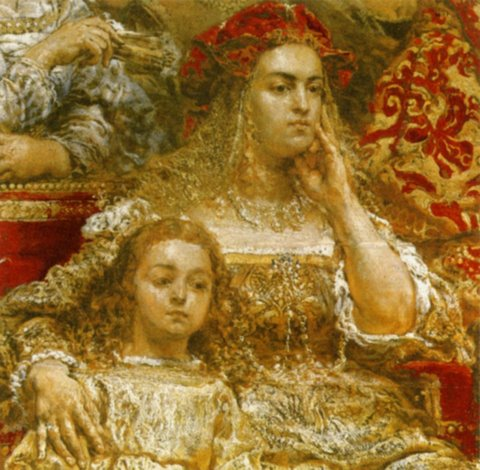
Фрагмент картини "Підняття дзвону Зигмунта", Ян Матейко
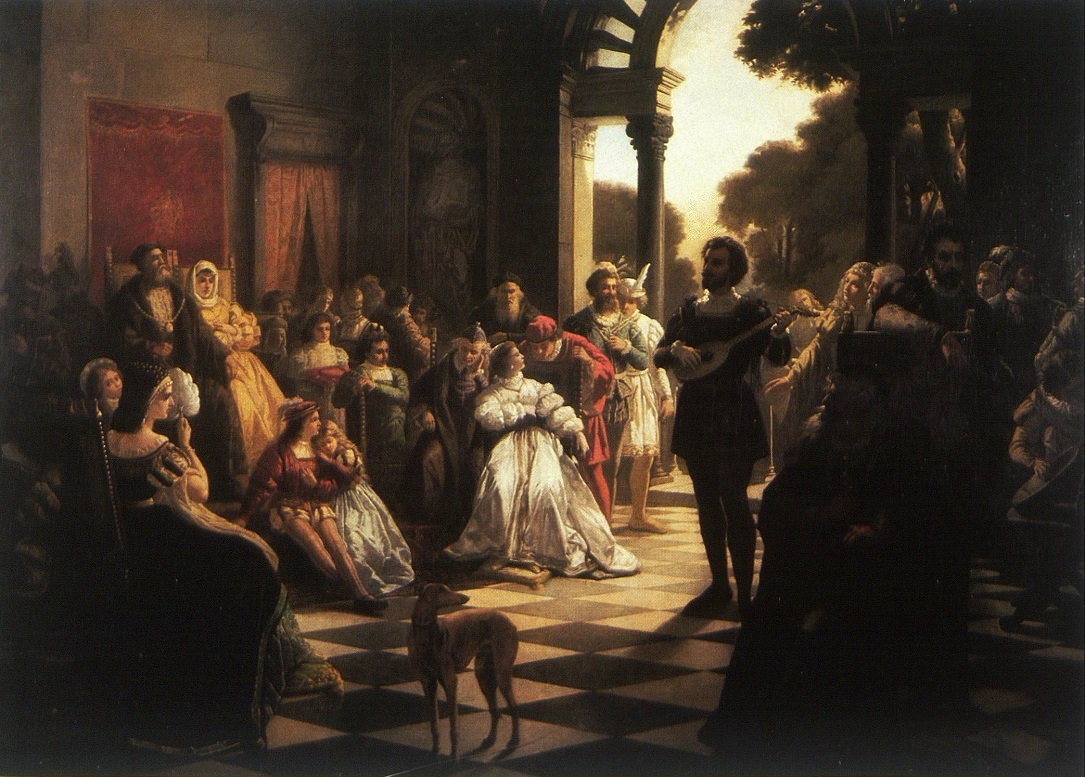
"Впровадження італійської музики", Казимир Мірецький, 1874 рік
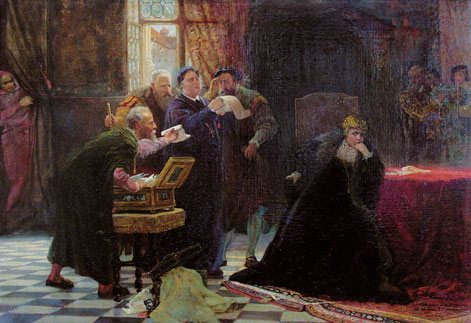
"Зречення Бони", Шимон Бухбіндер
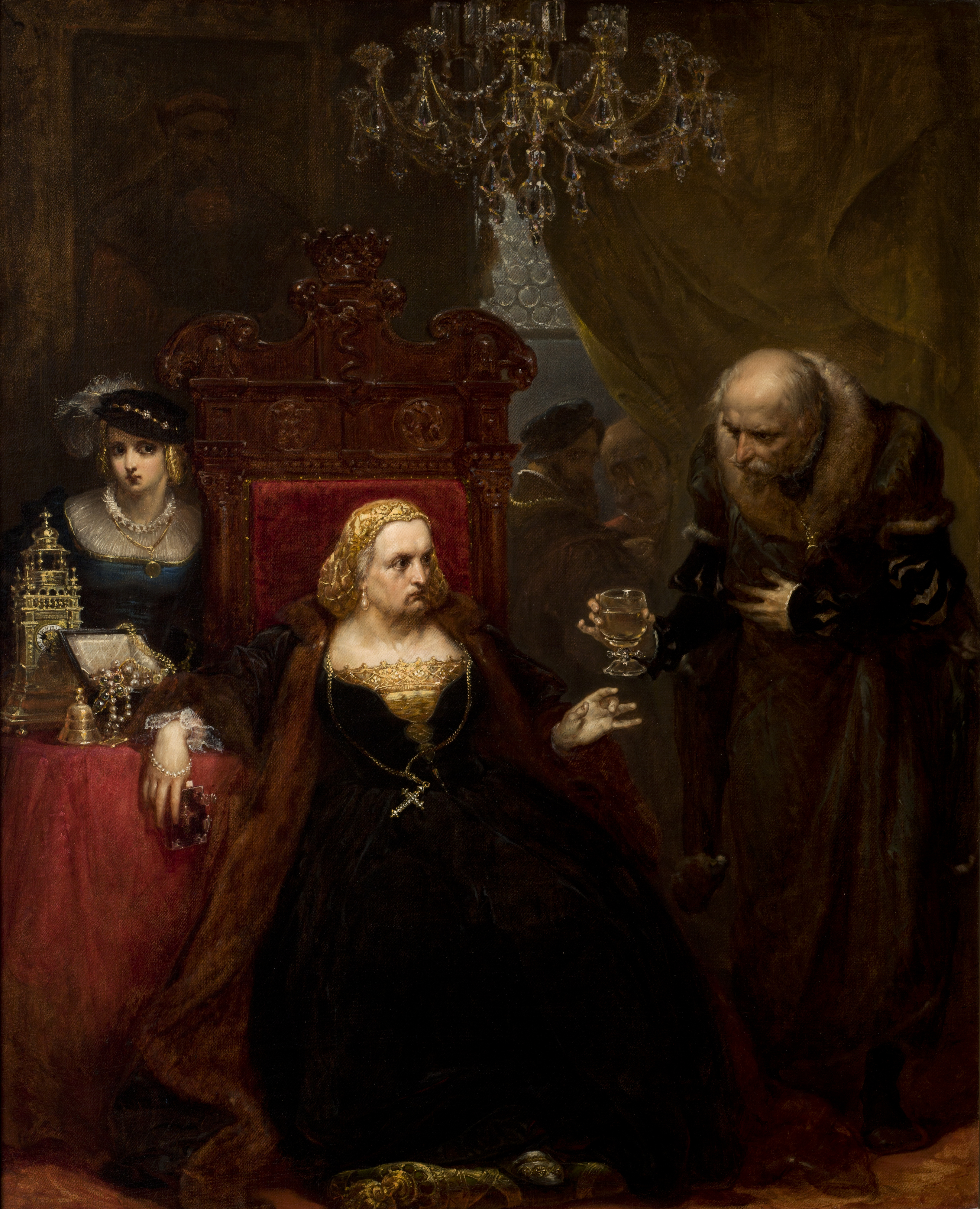
"Отруєння Бони", Ян Матейко

## У літературі
- Галина Аудерська. «Королева Бона. Дракон в гербі» (історичний роман-хроніка).  [Архівовано 21 січня 2021 у Wayback Machine.]

## Вшанування пам'яті

### Україна
- Вулиця Бони Сфорци у місті Бар[13].
- Вулиця Королеви Бони у місті Ковель.

У селі Антонівка, яке є частиною Барської об'єднаної громади, розташовані цілющі джерела Бони Сфорци, яка, за легендами та переказами, омолоджувалася та лікувалась саме завдяки цілющим чудодійним властивостям місцевої води[джерело?].

## Телебачення
- «Королева Бона» серіал 1980—1981 рр. — режисер Януш Маєвський[14]